# أوربي إيمانويلسون
أوربي فيتوريو دييغو إيمانويلسون (بالهولندية:Urby Vitorrio Diego Emanuelson) (ولد في 16 يونيو 1986 في أمستردام) لاعب كرة قدم هولندي من أصل سورينامي، يلعب حالياً في سيريا أي مع نادي روما. يلعب جناح أيسر أو ظهير أيسر. على الرغم من لعبه كمدافع، فهو معروف بسماته الهجومية مثل سرعة التقدم والسير بالكرة.

## مسيرته الكروية
لعب أوربي إيمانويلسون خلال مسيرته الاحترافية مع 8 أندية في تسعة عشر موسمًا وسجل خلالها 25 هدفًا ضمن 349 مباراة. حيث فاز في ثلاثة مواسم بالكأس وفي موسمين بالدوري.
خاض أوربي إيمانويلسون مسيرته مع نادي أياكس أمستردام في موسم 2004–05 ليلعب معه سبعة مواسم، مشاركًا في 173 مباراة سجل خلالها 17 هدفًا. ثم انتقل إلى نادي إيه سي ميلان في موسم 2010–11 في المرة الأولى واستمر معه طيلة ثلاثة مواسم ثم في موسم 2013–14 لمدة موسم واحد، حيث شارك طوالها في 75 مباراة سجل خلالها 3 أهداف. لينتقل بعدها إلى نادي فولهام في موسم 2012–13 لمدة موسم واحد، مشاركًا في 13 مباراة سجل خلالها هدفًا واحدًا. ثم انتقل إلى نادي أتالانتا في موسم 2014–15 لمدة موسم واحد، مشاركًا في 9 مباريات ولم يسجل أي هدف. هذا وانتقل لاحقًا إلى نادي هيلاس فيرونا في موسم 2015–16 لمدة موسم واحد، مشاركًا في 11 مباراة ولم يسجل أي هدف أيضًا. ثم انتقل بعدها إلى نادي شيفيلد وينزداي في موسم 2016–17 لمدة موسم واحد، مشاركًا في مباراة ولم يسجل أي هدف أيضًا. ليعود وينتقل من جديد، لكن هذه المرة إلى نادي أوترخت في موسم 2017–18 واستمر معه طيلة ثلاثة مواسم، مشاركًا في 65 مباراة سجل خلالها 4 أهداف.

## إحصائات
| النادي         | الموسم  | الدوري | الدوري  | الكأس  | الكأس   | أوروبا | أوروبا  | المجموع | المجموع |
| النادي         | الموسم  | الظهور | الأهداف | الظهور | الأهداف | الظهور | الأهداف | الظهور  | الأهداف |
| -------------- | ------- | ------ | ------- | ------ | ------- | ------ | ------- | ------- | ------- |
| أياكس أمستردام | 2004–05 | 3      | 0       | -      | -       | 1      | 0       | 4       | 0       |
| أياكس أمستردام | 2005–06 | 27     | 1       | -      | -       | 8      | 0       | 35      | 1       |
| أياكس أمستردام | 2006–07 | 31     | 3       | 3      | 0       | 6      | 0       | 40      | 3       |
| أياكس أمستردام | 2007–08 | 31     | 3       | -      | -       | 2      | 0       | 33      | 3       |
| أياكس أمستردام | 2008–09 | 32     | 4       | -      | -       | 9      | 0       | 41      | 4       |
| أياكس أمستردام | 2009–10 | 29     | 5       | 3      | 2       | 8      | 1       | 40      | 8       |
| أياكس أمستردام | 2010–11 | 19     | 1       | 0      | 0       | 1      | 0       | 20      | 1       |
| أياكس أمستردام | المجموع | 172    | 17      | 6      | 2       | 35     | 1       | 213     | 20      |
| إي سي ميلان    |         |        |         |        |         |        |         |         |         |
| 2010–11        | 0       | 0      | 0       | 1      | 0       | 0      | 1       | 0       |         |
| المجموع        | 0       | 0      | 1       | 0      | 0       | 0      | 1       | 0       |         |
| المجموع الكامل | 172     | 17     | 7       | 2      | 35      | 1      | 214     | 20      |         |

## روابط خارجية
- أوربي إيمانويلسون على موقع الاتحاد الدولي (مؤرشف)  (الإنجليزية)
- أوربي إيمانويلسون على موقع الاتحاد الأوربي (الإنجليزية)
- أوربي إيمانويلسون على موقع قاعدة بيانات كرة القدم.إي يو (الإنجليزية)
- أوربي إيمانويلسون على موقع ناشيونال فوتبول تيمز (الإنجليزية)
- أوربي إيمانويلسون على موقع Soccerbase.com (لاعب) (الإنجليزية)
- أوربي إيمانويلسون على موقع Soccerway.com (الإنجليزية)
- أوربي إيمانويلسون على موقع عالم كرة القدم.نت (الإنجليزية)
- أوربي إيمانويلسون على موقع أوليمبيديا (الإنجليزية)
- أوربي إيمانويلسون على موقع AS.com (الإسبانية)